# 黃群
黄群（1883年—1945年），原名冲，字旭初，后改溯初，祖籍浙江平阳郑楼，父辈经商迁居浙江温州永嘉縣朔门，中国民主革命家，中华民国政治人物。

## 生平
清朝光绪二十七年（1901年），黄群赴杭州师从养正书塾总教习陈介石、求是书院宋恕。1902年，陈介石、宋恕携黄群、马叙伦、汤尔和等学生从杭州到达上海。陈介石在上海主编《新世界学报》，黄群参与编撰。光绪三十年（1904年），黄群留学日本早稻田大学学习政法。归国后，他曾在湖北督署调查局、政法学堂任职。
1911年10月武昌起义爆发后，黄群回到浙江协助陆军第八十二标标统周承菼光复杭州，周承菼任浙江军政府总司令。1911年11月，黄群、汤尔和等5人作为浙江都督府代表，到上海参加各省都督府代表联合会会议。后来黄群又到武昌参与制订《中华民国临时政府组织大纲》。1912年，黄群任南京临时参议院议员，参与制订《中华民国临时约法》。1913年，他任民元国会众议院议员，参加共和党（后改组为进步党）。1915年针对袁世凯企图称帝，梁启超发表《异哉所谓国体问题者》，并委托黄群主持进步党在上海所办的《时事新报》。黄群还被梁启超先后三次派赴南京，和冯国璋洽谈讨袁。
1916年3月，为促使广西陆荣廷宣布独立，联合反袁，黄群随梁启超经香港、海防入广西，并且在途中由梁启超起草了《护国军军政府宣言》，由黄群起草了《军务院组织条例》。到海防后，黄群和梁启超分途而行，黄群进入云南，经越南入广西。出广西后，他到广东肇庆和梁启超会面，后经南京回上海。袁世凯去世后，黄群不久便离开政界从商，1936年所办的通易公司倒闭，他到日本小濱隐居。
芦沟桥事变爆发后，1938年汪精卫发表艳电。1939年2月，高宗武到日本小滨拜访黄群，黄群劝高宗武脱离汪精卫。后高宗武安排黄群返回上海。回到上海后，高宗武安排黄群会见汪精卫。此后他对汪精卫不再抱希望，并帮助高宗武策划秘密出走，曾到重庆与蒋介石商谈高宗武出走计划，后来形成高陶事件。1941年他到香港九龙居住，后来到重庆居住，住在友人谢侠逊家。
1945年黄群在重庆逝世。1947年，谢侠逊将黄群灵枢自重庆送至上海，葬于虹桥公墓。

## 著作
- 敬乡楼诗[3]
- 黄群集